# Große Marienkirche (Lippstadt)

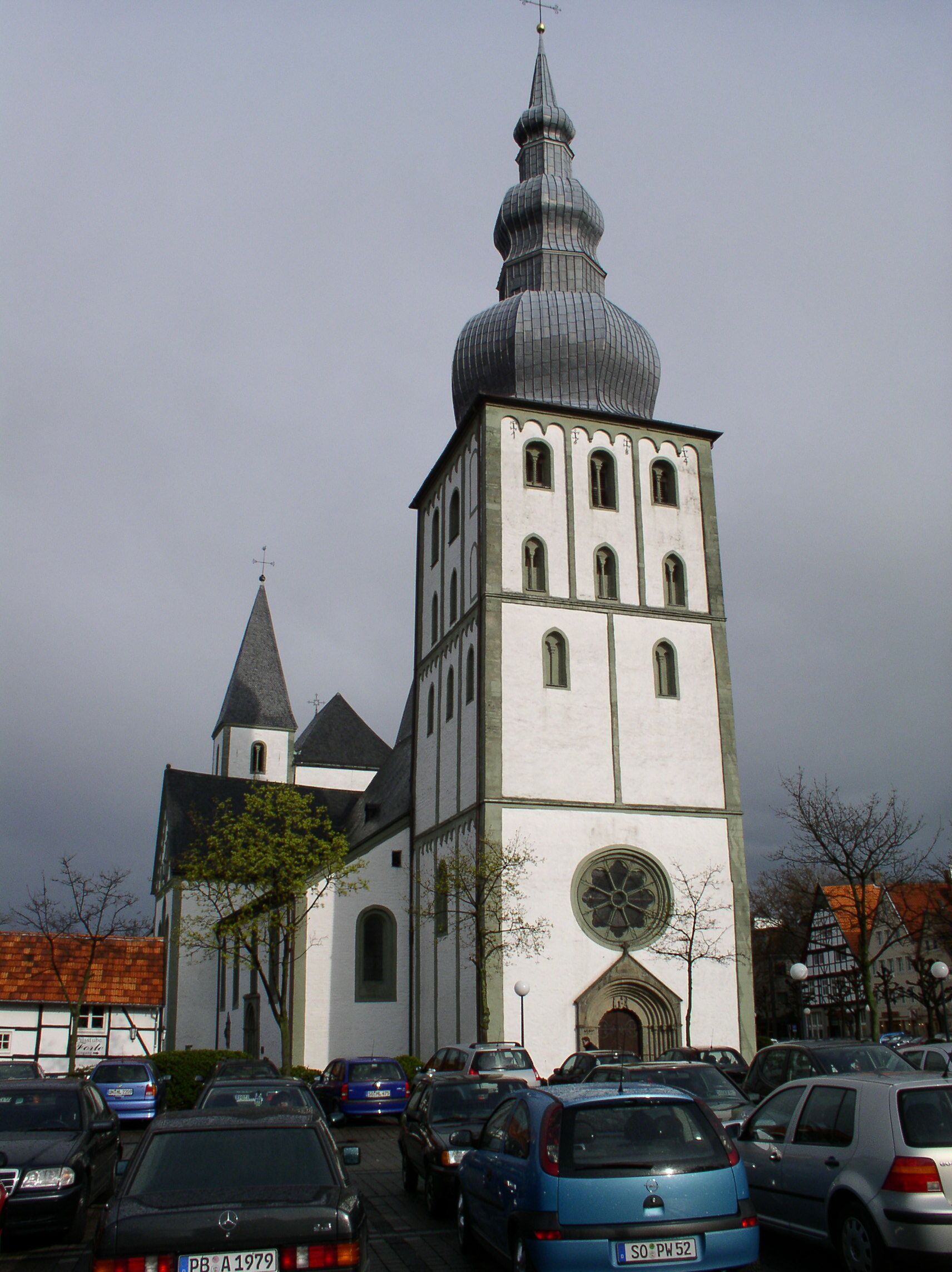
Westturm unten romanisch, oben Übergangsstil, Zwiebelspitze barock

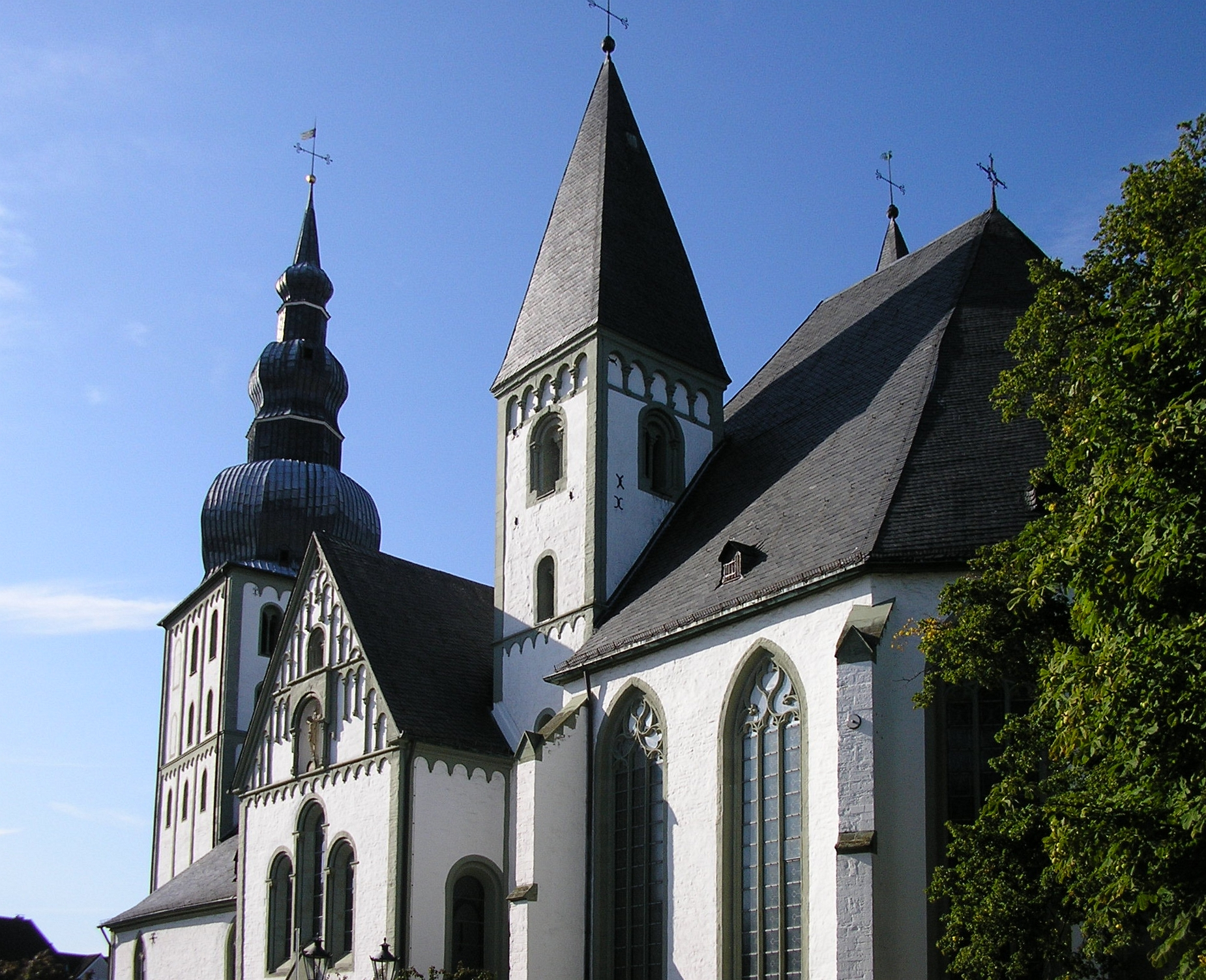
Gotischer Chor, romanischer Südostturm und re-romanisiertes Südquerhaus von Südosten

Die evangelische Große Marienkirche ist ein denkmalgeschütztes Kirchengebäude in Lippstadt.

## Geschichte

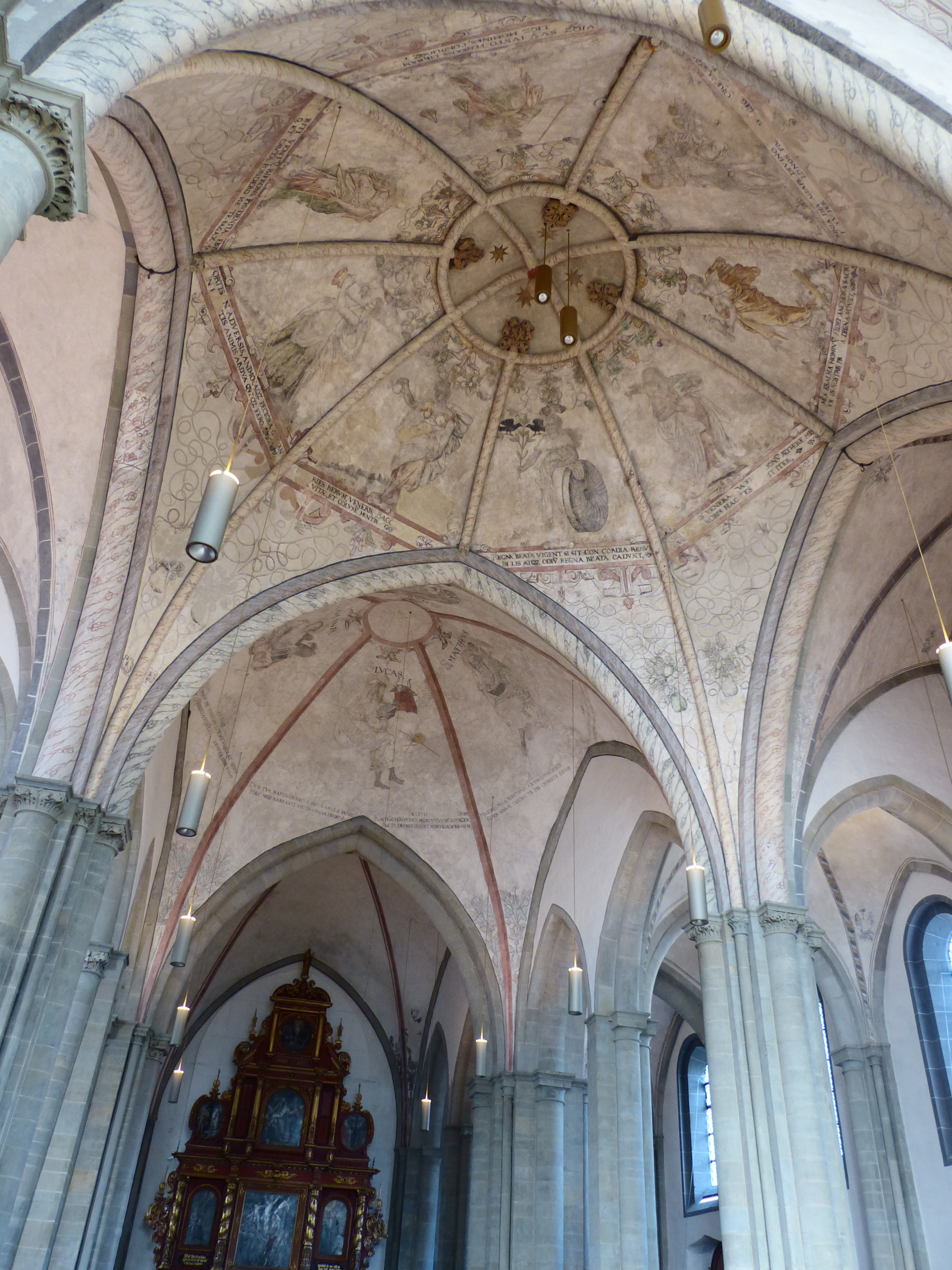
Vierungsgewölbe mit acht Wulstrippen und Scheitelring, Langhaus mit gebundenem System

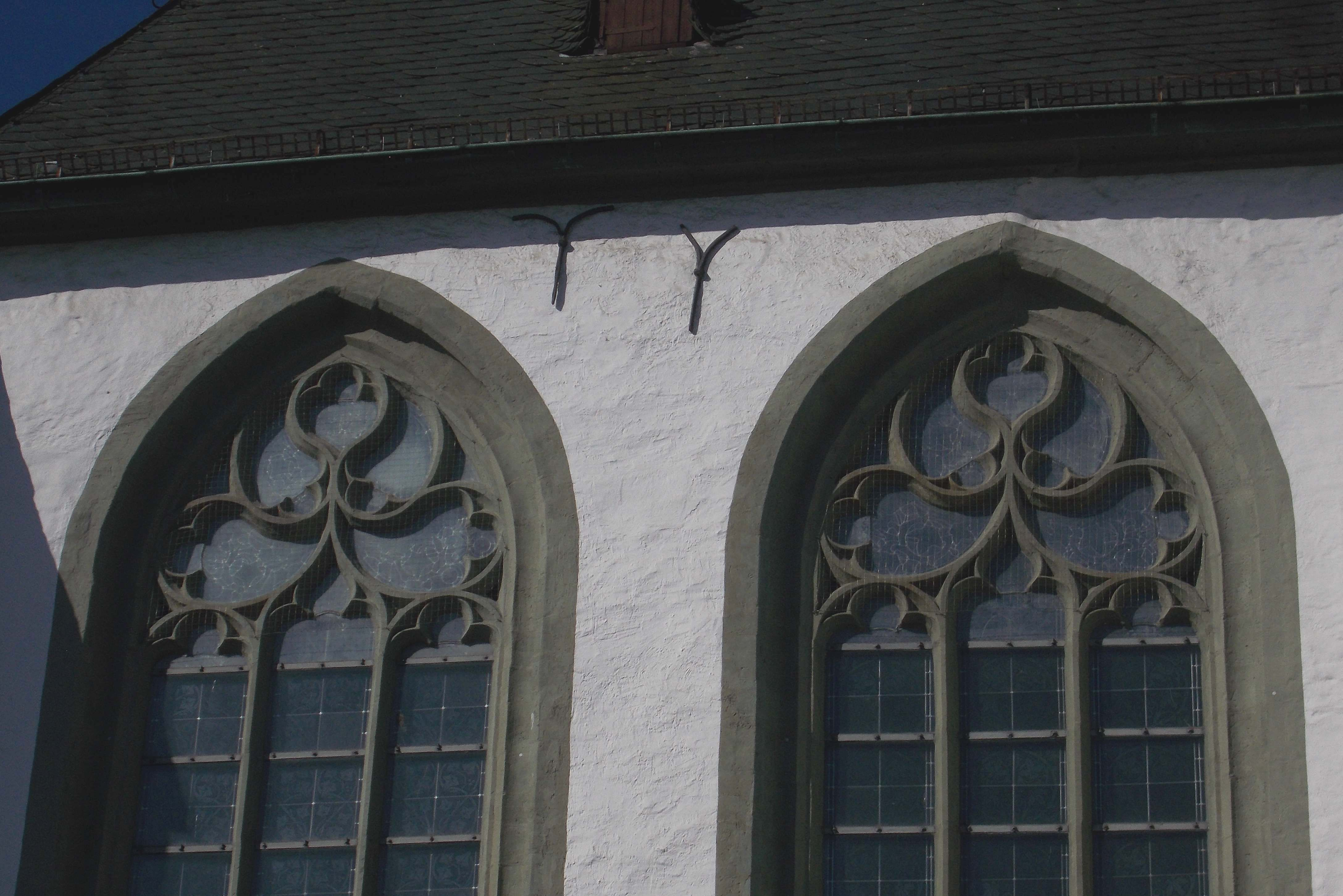
Fischblasen-Ornamentik der gotischen Ostfenster

Vermutlich wurde um 1205, kurz nach der Stadtgründung, mit dem Bau einer kreuzförmigen Basilika begonnen. Ein Balken im Flankenturm an der Nordseite stammt nach einer dendrochronologischen Untersuchung aus der Zeit um 1200. Die Bauabschnitte im Osten sind wohl unter dem Einfluss des Stadtgründers Graf Bernhard II. errichtet worden. Das Vierungsgewölbe nach dem Vorbild der angevinischen Gotik ist eines der beiden ersten Beispiele dieser Bauart in Westfalen. Bald nach der Weihe der östlichen Teile 1222 wurde auch das Langhauses in Form einer Stufenhalle vollendet. Zu den beiden vorhandenen Osttürmen wurde ein zusätzlicher im Westen angebaut. Der Bau war um 1250 beendet. Der spätgotische Hallenchor wurde von 1478 bis 1506 angelegt. Die Barockhaube des Westturmes, der im zweiten Viertel des 13. Jahrhunderts vollendet wurde, stammt aus dem Jahr 1684. Der Bau der Kapelle, der Sakristei und des Hallenumgangschores wurde nach Bezeichnungen 1478 vollendet. Bei der Renovierung von 1964 bis 1972 wurden die Fußböden im Chorumgang und im Langhaus auf das ursprüngliche Niveau abgesenkt; Gewölbe- und Wandmalereien des 16. Jahrhunderts wurden aufgedeckt. Eine erneute Restaurierung erfolgte von 1992 bis 1997. Der geschlämmte, vielteilige Bau aus Bruchstein ist in der Fassade, besonders der des Querhauses, aufwendig mit Werkstein gegliedert. Die glatten Langhauswände sind an der Nordseite durch vier rundbogige, an der Südseite durch drei hohe, spitzbogige Fenster mit Fischblasenmaßwerk durchbrochen.

## Ausstattung

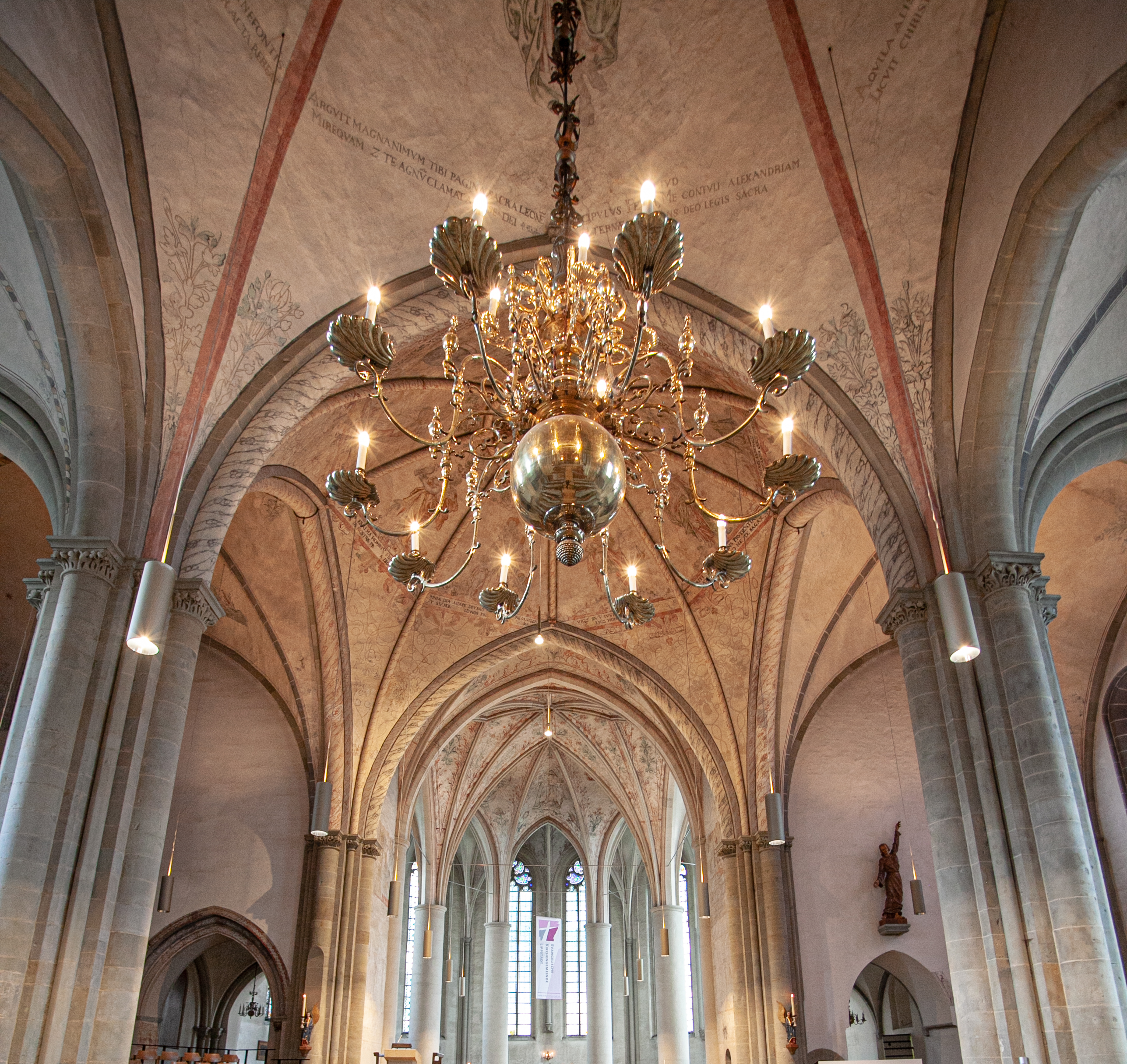
Vierung und Chor

- Ein spätgotisches Sakramentshäuschen von 1256 ist das Werk eines Meisters aus Münster.
- Spätgotische Wandmalereien aus der Zeit um 1250 sind im Zwischenchor erhalten; es sind die Hl. Katharina und der Tod von Maria dargestellt.
- Zwei Wächterfiguren eines Heiligen Grabes aus der Zeit um 1250 befinden sich im nördlichen Seitenschiff.
- Der frühbarocke Hochaltar aus der zweiten Hälfte des 17. Jahrhunderts.[4] Das dreistöckige Säulenretabel ist eine Arbeit von Ernst Romberg; Diederich Epping stiftete es. Es ist mit 1663 bezeichnet.[5]
- Zwei gotische Leuchterengel sind an den Säulen zum Vorchor befestigt; ursprünglich gehörten sie wohl zu einem Flügelaltar im Stil der Gotik, der heute in der Pfarrkirche in Hohenbudberg steht.[6]
- In der zweiten Hälfte des 15. Jahrhunderts wurde das Chorgestühl angefertigt; es besteht aus zwei Reihen mit insgesamt 19 Sitzen. Die Wangen und Zwickel sind reich verziert.[7]
- Acht Gemälde befassen sich mit dem Thema Letztes Abendmahl und Erlösung; sie zeigen das Dargestellte in typischer protestantischer Art durch Beschriftung.[5]
- Zwei Glasfenster des Künstlers Markus Lüpertz wurden im November 2017 im Westen der Kirche eingebaut. Es handelt sich um eine Ergänzung des bei Sanierungsarbeiten in den 1970er Jahren teilzerstörten Luther-Fensters aus dem Jahre 1883 sowie ein neu geschaffenes Fenster anlässlich des Jubiläums 500 Jahre Reformation. Das Reformationsfenster zeigt eine abstrakte Person und soll den Reformator in jedermann symbolisieren. Das Fenster ist mit der Liedzeile „Der Himmel geht über allen auf“ von Wilhelm Willms[8] untertitelt. Die Fenster wurden am 12. November 2017 der Gemeinde offiziell vorgestellt.

### Orgel

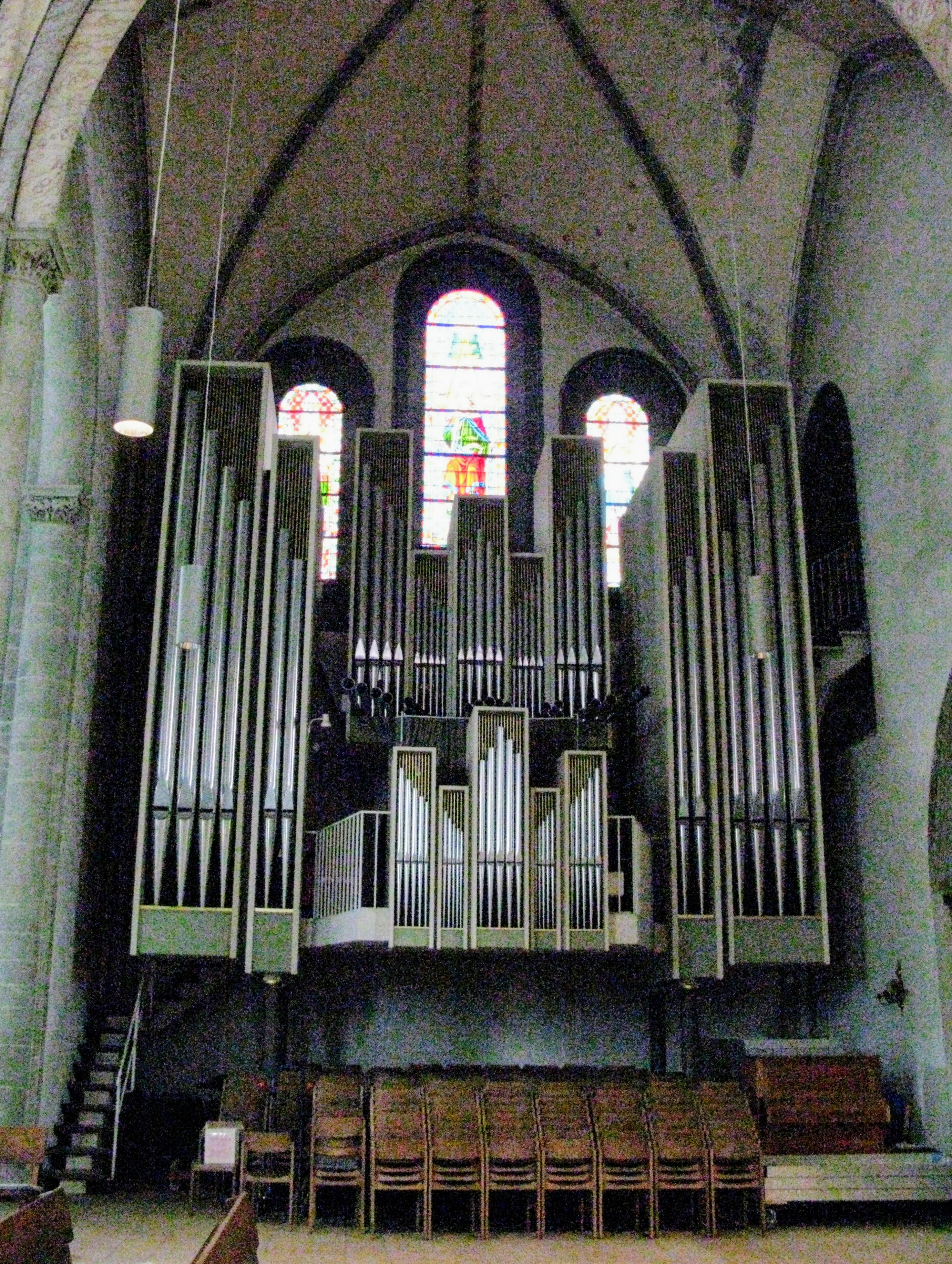
Orgel

Die Orgel wurde 1977 von dem Orgelbauer Paul Ott erbaut und in den Jahren 1996/1997 von der Karl Schuke Berliner Orgelbauwerkstatt umfassend überarbeitet. Das Schleifladen-Instrument hat 47 Register auf drei Manualen und Pedal. Die Spieltrakturen sind mechanisch, die Registertrakturen sind elektrisch.
| I Rückpositiv C–g3 |              |       |
| 1.                 | Holzgedackt  | 8′    |
| 2.                 | Quintade     | 8′    |
| 3.                 | Praestant    | 4′    |
| 4.                 | Rohrflöte    | 4′    |
| 5.                 | Oktave       | 2′    |
| 6.                 | Quinte       | 1 ⁄3′ |
| 7.                 | Scharff IV-V |       |
| 8.                 | Dulzian      | 16′   |
| 9.                 | Krummhorn    | 8′    |
|                    | Tremulant    |       |

| II Hauptwerk C–g3 |                   |       |
| 10.               | Quintade          | 16′   |
| 11.               | Prinzipal         | 8′    |
| 12.               | Holzflöte         | 8′    |
| 13.               | Oktave            | 4′    |
| 14.               | Koppelflöte       | 4′    |
| 15.               | Quinte            | 2 ⁄3′ |
| 16.               | Oktave            | 2′    |
| 17.               | Mixtur V-VII      |       |
| 18.               | Zimbel III        |       |
| 19.               | Trompete          | 16′   |
| 20.               | Trompete          | 8′    |
|                   |                   |       |
|                   |                   |       |
|                   | Hochdruckregister |       |
| 21.               | Span. Trompete    | 8′    |

| III Schwellwerk C–g3 |                |        |
| 22.                  | Rohrflöte      | 8′     |
| 23.                  | Viola da gamba | 8′     |
| 24.                  | Schwebung      | 8′     |
| 25.                  | Prinzipal      | 4′     |
| 26.                  | Spitzflöte     | 4′     |
| 27.                  | Nasat          | 2 ⁄3′  |
| 28.                  | Waldflöte      | 2′     |
| 29.                  | Terz           | 1 3⁄5′ |
| 30.                  | Quintflöte     | 1 ⁄3′  |
| 31.                  | Oktave         | 1′     |
| 32.                  | Mixtur V       | 2′     |
| 33.                  | Fagott         | 16′    |
| 34.                  | Oboe           | 8′     |
| 35.                  | Schalmey       | 4′     |
|                      | Tremulant      |        |

| Pedalwerk C–f1 |                 |     |
| 36.            | Prinzipal       | 16′ |
| 37.            | Subbaß          | 16′ |
| 38.            | Oktave          | 8′  |
| 39.            | Gemshorn        | 8′  |
| 40.            | Oktave          | 4′  |
| 41.            | Holzflöte       | 4′  |
| 42.            | Nachthorn       | 2′  |
| 43.            | Rauschpfeife II |     |
| 44.            | Mixtur V        |     |
| 45.            | Posaune         | 16′ |
| 46.            | Trompete        | 8′  |
| 47.            | Clarine         | 4′  |

- Koppeln: I/II, III/II, I/P, II/P, III/P

### Glocken
Das Geläut besteht aus sieben Bronzeglocken und gehört zu den bedeutendsten Geläuten in Westfalen:
| Nr. | Name                  | Gussjahr | Gießer                                | Masse (kg) | Durchmesser (mm) | Nominal |
| --- | --------------------- | -------- | ------------------------------------- | ---------- | ---------------- | ------- |
| 1   | Bürgerglocke          | 1640     | Antonius Paris und Claudius Lamiralle | 2.440      | 1.600            | h0 =0   |
| 3   | Bet- und Totenglocke  | 1640     | Antonius Paris und Claudius Lamiralle | 1.223      | 1.262            | d1 +3   |
| 2   | Große Marienglocke    | 1417     | unbekannt                             | 2.340      | 1.475            | dis1 +4 |
| 4   | Kleine Marienglocke   | 1530     | Meister Hartleif                      | 0.660      | 1.090            | e1 +2,5 |
| 5   | Christusglocke        | 1992     | Glockengießerei Rincker in Sinn       | 0.135      | 0.573            | fis2 +3 |
| 6   | Armesünderglocke      | 1496     | Yohartwich de Lippia                  | 00.88      | 0.515            | gis2 +4 |
| 7   | Kleinste Marienglocke | 1992     | Glockengießerei Rincker in Sinn       | 00.75      | 0.471            | gis3    |

Die Kleinste Marienglocke ist der Nachguss einer Glocke, die ursprünglich aus dem 13. Jahrhundert stammte.